# Calymmaderus pudicus
Calymmaderus pudicus là một loài bọ cánh cứng thuộc chi Calymmaderus trong họ Ptinidae.